# 강필성
강필성(姜弼成, 1885년 음력 10월 8일 ~ 1939년 양력 12월 21일)은 일제강점기에 고위 관료직을 두루 역임했으며 조선총독부 중추원의 참의를 지냈다.

## 생애
함경남도 덕원군 출신이다. 원산 원흥중학을 졸업한 뒤, 강의록을 통해 독학으로 공부하여 일본의 와세다 대학 교외생으로 1909년 법률과를 졸업하고 1921년에 다시 정치경제과를 교외생으로 졸업하였다.
원산에서 대한제국 관리로 관직을 시작했다. 이후로는 원산을 중심으로 함남 지역의 유지로 활동하면서 1907년 함경북도 경성군의 경성농공은행 원산지점 임시 직원, 탁지부 원산지부 직원을 거쳐 1908년 재무감독국 주사가 되었다.
1910년 한일 병합 조약 체결과 함께 지방 관제가 개편될 때 함경남도 도서기가 되었다가 1914년 신설된 함경남도 풍산군수로 승진한 뒤 정평군수와 안변군수 등을 지냈다. 1924년에 퇴관하여 향리에서 덕원금융조합장, 사립 덕성학교 교장, 함경남도 도평의원 등을 역임하고 1930년 중추원 참의로 임명되었다. 1932년에 전라남도 참여관 겸 산업부장으로 관직에 복귀하였으며, 1937년 2월에는 고등관 2등인 황해도 지사에 승진, 임명되었다.
1935년에 총독부가 편찬한 《조선공로자명감》에 공로자 353명 중 한 명으로 수록되어 있다. 이 명감에 따르면 강필성은 전남 산업부장으로 근무하면서 총독 우가키 가즈시게가 주창한 자력갱생과 농촌진흥운동 등 병참기지적 산업운동의 노선에 영합하여 다각 영농을 장려하여 박하 재배, 농촌 각 마을의 협동조합운동과 방적회사 유치를 위한 면화재배운동 등에서 성과를 거둔 공적이 있고, 황해도에서는 삼림의 조림과 계를 활용한 소의 조직적인 사육에 공을 세운 것으로 되어 있다. 일본 정부로부터 훈3등 서보장을 서훈 받았다.
2002년 민족정기를 세우는 국회의원모임이 선정한 친일파 708인 명단과 2008년 민족문제연구소에서 친일인명사전에 수록하기 위해 정리한 친일인명사전 수록예정자 명단의 중추원, 관료 부문에 수록되었다. 2007년 대한민국 친일반민족행위진상규명위원회가 발표한 친일반민족행위 195인 명단에도 들어 있다.

## 같이 보기
- 조선총독부 중추원

## 참고 자료
- 친일반민족행위진상규명위원회 (2007년 12월). 〈강필성〉 (PDF). 《2007년도 조사보고서 II - 친일반민족행위결정이유서》. 서울. 903~911쪽쪽. 발간등록번호 11-1560010-0000002-10. [깨진 링크(과거 내용 찾기)]
- 강필성(姜弼成) - 한국학중앙연구원
- 강필성(姜弼成) - 국사편찬위원회